# Вынос (скоропись)
Вынос — написание ряда букв (в основном согласных) над строкой, характерное для русской скорописи XV — 1-й половины XVIII века (а как пережиток — и для более позднего периода). Ряд палеографов рассматривает выносы как частный случай титла.

## Правила использования
Ещё в русском полууставе существовали правила сокращений (титло), где одна из букв выносилась над строкой. В сменившей полуустав скорописи сложились правила, когда, помимо ряда стандартных сокращений (царь, государь, Бог и т. п.), в конце закрытых слогов над строкой выносились согласные буквы, а также И (для звука Й). Если слову предшествовал предлог или союз, то слог мог заканчиваться на первый согласный слова, следовавшего за предлогом, который и выносился, например: воДноМ (заглавными буквами обозначены те, которые выносились над строкой).
В XV—XVI вв. выносные буквы, как правило, выглядели как уменьшенные копии соответствующих строчных букв, иногда обведенные сверху круглым титлом. С конца XVI в. большинство выносных букв постепенно приобрело начертание, отличное от строчных. Если слово заканчивалось выносной согласной, то твёрдый знак (еръ) после неё не писался.
Существовали также взмёты: лигатуры, включавшие выносную согласную и предшествовавшую ей строчную букву (например, «-ов» в конце слова), а также лигатуры выносных букв (например, исторический символ рубля).

## Реликт

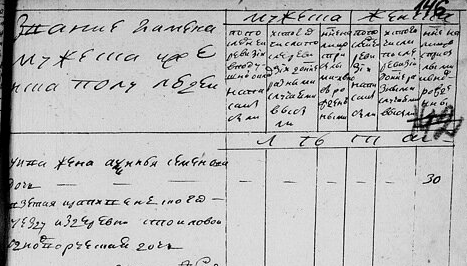
Реликтовое использование выноса (конец XVIII в.): надстрочная Д в слове «однодворческая» (нижняя строка)

В начале XVIII в. Пётр I ввёл гражданский шрифт, в котором надстрочные выносы не были предусмотрены. Тем не менее, надстрочные выносы сохранялись в рукописях до конца XVIII века в связи с тем, что многие учётные записи (ревизские сказки, метрики и т. п.) велись лицами духовного происхождения, использовавшими параллельно и гражданский шрифт, и буквы старого начертания в церковных книгах. В этот период выносные буквы выходят из употребления постепенно, по мере забывания традиции, а начертание некоторых вновь сближается с их строчными прототипами. Как пережиток, выносные буквы спорадически встречаются в отдельных рукописных документах вплоть до начала XIX века. В то же время лица, получившие светское образование, выносные буквы не использовали, хотя и могли распознать их в тексте.